# مودجيسكا مونتيث سيمكينز
مودجيسكا مونتيث سيمكينز (بالإنجليزية: Modjeska Monteith Simkins)‏ (5 ديسمبر 1899 - 9 أبريل 1992) زعيمة مهمة في إصلاح الصحة العامة الأمريكية الأفريقية والإصلاح الاجتماعي وحركة الحقوق المدنية في ولاية كارولينا الجنوبية. 

## حياة مبكرة
ولدت مودجيسكا مونتيث في 5 ديسمبر عام 1899، في كولومبيا بولاية كارولينا الجنوبية. عمل والدها، هنري كلارنس مونتيث، في بناء الطوب، وكانت والدتها راشيل إيفلين هول. عاشت مودجيسكا في مزرعة بالقرب من كولومبيا والتحقت بمدرسة ابتدائية ومدرسة ثانوية وكلية بنيديكت، وحصلت على درجة البكالوريوس في الآداب في عام 1921. في العام نفسه، بدأت التدريس في مدرسة بوكر تي واشنطن الثانوية. لأن المدارس العامة في كولومبيا لم تسمح للنساء المتزوجات بالتدريس، طُلب منها الاستقالة عندما تزوجت من أندرو ويتفيلد سيمكينز في ديسمبر عام 1929.
في عام 1931، دخلت سيمكينز مجال الصحة العامة كمديرة للعمل الزنجي في جمعية مرض السل في ولاية كارولينا الجنوبية، وأصبحت العاملة الأفريقية الأمريكية الوحيدة التي تعمل بدوام كامل في مجال الصحة العامة في الولايات المتحدة على مستوى الولاية. في العقود التي سبقت الثلاثينيات من القرن الماضي، خلقت العنصرية والفقر في الجنوب زيادة مقلقة في الوفيات بين الأمريكيين الأفارقة بسبب مرض السل والبلاغرا وغيرها من الأمراض. من خلال إنشاء تحالفات مع مجموعات مؤثرة من البيض والأمريكيين الأفارقة وجمع الأموال، أحدثت سيمكنز تأثيرًا جوهريًا في صحة الأمريكيين الأفارقة في ولاية كارولينا الجنوبية.

## مُناصرِة الحقوق المدنية
في عام 1942، خسرت سيمكينز منصبها في جمعية مرض السل، ويرجع ذلك جزئيًا إلى زيادة مشاركتها في الجمعية الوطنية للنهوض بالملونين. في عام 1939، عندما شكلت ولاية كارولينا الجنوبية الجمعية الوطنية للنهوض بالملونين، كانت سيمكينز بالفعل عضوًا في المجلس التنفيذي للفرع المحلي لجمعية الوطنية للنهوض بالملونين بكولومبيا ورئيسة لجنة البرنامج. أصبحت سيمكينز إحدى مؤسسي مؤتمر الولاية، واُنتخبت لأول مجلس تنفيذي، وأول رئيسة للجنة برامج الدولة. في عام 1941، اُنتخبت سكرتيرة لمؤتمر الدولة، وهي المرأة الوحيدة التي عملت كضابط.
خلال فترة عملها كسكرتيرة (1941-1957)، ساعد عملها الدولة على التحرك نحو المساواة العرقية. منذ عام 1943 وحتى عام 1945، ساهمت في الحصول على موافقة المعلم ودعمه للدعاوى القضائية المتعلقة بالمساواة بين المعلمين في سومتر بولاية كارولينا الجنوبية وكولومبيا بولاية كارولينا الجنوبية. ربما وقع عملها الأكثر أهمية في عام 1950 في قضية بريغز ضد إليوت في محكمة ولاية كارولينا الجنوبية الفيدرالية.
بالعمل مع الكاهن جوزيف ديلين، رئيس فرع الجمعية الوطنية للنهوض بالملونين في مقاطعة كلارندون بولاية كارولينا الجنوبية، ساعدت في كتابة الإعلان عن الدعوى القضائية المدرسية التي طالبت بالمساواة بين مدارس السود والبيض بمقاطعة كلارندون. أُعيدت صياغة قضية مقاطعة كلارندون في نهاية المطاف لتصبح واحدة من العديد من القضايا الفردية التي رُفعت للطعن القضائي المباشر بناءً على مبدأ «الفصل لا المساواة» في قضية المحكمة العليا للولايات المتحدة قضية براون ضد مجلس التعليم في توبيكا في عام 1954.
لأن نشاطيتها كانت مثيرة للجدل في بعض الأحيان، أصبحت حياتها وبيتها أهدافًا للعنف. أطلق مجهول النار على منزلها أثناء نشاطها مع الجمعية الوطنية للنهوض بالملونين. في أواخر الخمسينيات من القرن الماضي، بدأ الكثيرون في اتهام سيمكنز بكونها شيوعية. كان بعض أصدقائها أعضاء في الحزب الشيوعي الأمريكي، واتُهمت بأنشطة تخريبية من قبل مكتب التحقيقات الفيدرالي ولجنة الأنشطة غير الأمريكية في مجلس النواب. علاوةً على ذلك، زادت الاتهامات ضد نشطاء الحقوق المدنية لكونهم شيوعيين بعد صدور حكم في قضية براون.
في عام 1957، لم تُرشح سيمكينز للتعيين كسكرتيرة من قبل لجنة الترشيحات في الجمعية الوطنية للنهوض بالملونين بولاية كارولينا الجنوبية. كانت المرة الأولى منذ ستة عشر عامًا التي لم تُرشح فيها. أشار بعض مسؤولي الجمعية الوطنية للنهوض بالملونين إلى أن ارتباطها بالشيوعيين والمجموعات التخريبية ربما كان السبب في ذلك. ظلت نشطة لسنوات عديدة في الصندوق التعليمي للمؤتمر الجنوبي، وهي منظمة مختلطة جنوبية للحقوق المدنية، تعمل مع جيمس دومبروفسكي وكارل وآن برادين.
كانت سيمكنز قادرة على العمل في المناصب القيادية التي كانت غير متوفرة بشكل تقليدي للنساء في حركة الحقوق المدنية. في عام 1981، كُرمت من قبل ائتلاف من مجموعات الحقوق المدنية، التي أنشأت وقفًا باسمها لتوفير الدخل للناشطين الذين يعملون على قضايا المحرومين. حضر المئات من الأشخاص حفل تأبيني بعد وفاتها في 5 أبريل عام 1992، وقال القاضي ماثيو جاي بيري:
ربما سيذكرها التاريخ على أنها امرأة تحدت الجميع. لقد تحدت القيادة السياسية البيضاء للدولة للقيام بما هو عادل ومنصف بين جميع الناس وتحدت المواطنين السود للوقوف والمطالبة بمكانهم الصحيح في الدولة والأمة.

## وفاة وإرث
تُوفيت سيمكينز في كولومبيا بولاية كارولينا الجنوبية في 5 أبريل عام 1992، ودُفنت في مقبرة بالميتو في كولومبيا. لها صورة معلقة في مبنى ولاية كارولينا الجنوبية. 